# Gora Trojnik
Gora Trojnik (englische Transkription von russisch Гора Тройник Gora Troinik, deutsch ‚T-förmiger Berg‘) ist ein Nunatak im ostantarktischen Mac-Robertson-Land. Er ragt nordwestlich der Blake-Nunatakker am Kopfende des Lambertgletschers auf.
Russische Wissenschaftler benannten ihn deskriptiv.